# Варв'янський Станіслав Михайлович
Станіслав Михайлович Варв'янський (28 серпня 1937, Демидівка, нині Полтавського району, Полтавської області — 2 квітня 2017, Полтава) — український науковець, доктор філософських наук, професор кафедри філософії та політології Вищого навчального закладу Укркоопспілки «Полтавський університет економіки і торгівлі».

## Біографія
Народився 28 серпня 1937 року в селі Демидівка Решитилівського району (нині Полтавського району), Полтавської області в родині учителів. У 1954 році закінчив середню школу в селі Лазірки Лазірківського району (нині Лубенський район) на Полтавщині. У 1956–1958 роках працював на цілинних землях Казахстану механізатором у радгоспі «Колос» Тарановського району Кустанайської області. У 1958 році призваний на строкову військову службу до лав Радянської армії. Служив в артилерійському полку танкової дивізії у місті Совєтськ Калінінградської області.
Після демобілізації з армії, у 1961 році, вступив на географічний факультет Казахського державного університету імені С. М. Кірова, який закінчив у 1966 році. У 1967 році вступив до аспірантури на кафедру філософії Алматинського інституту народного господарства. У 1970 році захистив кандидатську дисертацію «Проблеми єдності гідробіосфери». І цього ж року розпочав роботу на кафедрі марксизму-ленінізму Павлоградського педагогічного інституту (спочатку старшим викладачем, а згодом завідувачем кафедри). У 1973 році Станіслав Варв'янський отримав вчене звання доцента. У 1975–1983 роках — лектор відділу пропаганди ЦК Компартії Казахстану (Алмати). Від травня 1983 й до вересня 2015 року викладав у Полтавському університеті економіки і торгівлі. У 1983–1984 роках — завідував кафедрою філософії та наукового комунізму. У жовтні 1999 року захистив докторську дисертацію по темі «Філософські і етико-гуманістичні аспекти екологічної проблеми». За роки роботи на кафедрі філософії та політології у Полтавському кооперативному інституті, а пізніше у Полтавському університеті споживчої кооперації України (ПУСКУ) та Полтавському університеті економіки і торгівлі був членом вченої Ради цього ВНЗ, заступником секретаря парткому, працював позаштатним лектором товариства «Знання», виступав на соціально-політичні та краєзнавчі теми на обласному радіо і телебаченні, друкувався в газетах «Зоря Полтавщини», «Комсомолець Полтавщини» та інших виданнях. У 2003 році Станіславу Михайловичу Варв'янському присвоєно вчене звання професора кафедри філософії та політології Вищого навчального закладу Укоопспілки «Полтавський університет економіки і торгівлі».
Активний учасник численних міжнародних та вітчизняних наукових конференцій.
Окрім науково-педагогічної діяльності професор С. М. Варв'янський вів та пропагував активний і здоровий спосіб життя. Улюбленою справою всього життя для нього став волейбол, яким почав займатися ще за часів студентства. Він отримав різноманітні нагороди на міських, всеукраїнських і міжнародних змаганнях. Станіслав Варв'янський на відкритому чемпіонаті світу серед волейбольних команд ветеранів (у віковій групі 70 років і старші), що проходив 26—27 травня 2012 року у фінському Тампере, у складі збірної України виборов бронзові нагороди.

## Наукова діяльність
Автор понад 100 наукових публікацій українською, російською, казахською, німецькою, уйгурською мовами. Основний напрям наукових досліджень вченого — філософські проблеми природознавства, проблеми
сучасної екологічної кризи і майбутнього цивілізації. Автор монографій, підручників, навчально-методичних посібників, зокрема:
- Проблема единства биогеносферы: Автореферат диссертации на соискание ученой степени кандидата философских наук / Казахский государственный университет им. С. М. Кирова. — Алма-Ата: [б.и.], 1970. — 23 с.
- Актуальные вопросы взаимодействия природы и общества. — Алма-Ата, 1977.
- Общество и окружающая среда / Варвянский Станислав Михайлович. — Алма-Ата: Казахстан, 1981. — 64 с.
- Человек и современный экологический кризис / С. М. Варвянский. — М.: [б.и.], 1997. — 157 с.
- Етико-гуманістичні аспекти екологічної проблеми: Курс лекцій. — Х., 1996.
- Человек и современный экологический кризис. — Москва: Логос, 1997. — 157 с.
- Екологічна проблема: філософські і етико-гуманістичні аспекти / автореферат дисертації на здобуття вченого ступеня доктора філософських наук. – Київ: Інститут філософії ім. Г. С. Сковороди, 1999. – 32 с.
- Сучасні суперечності в системі «суспільство– природа» // Міжвузів. наук.-практ. конф. «Філос.-культурол. аналіз повсякденності». П., 2004.
- Вплив факторів довкілля на здоров’я людей // Мат. Міжнар. наук.-теор. конф. — Л., 2004.
- Світоглядні аспекти сучасної екологічної проблеми // Актуальні проблеми філософії та соціології Науково-практичний журнал Національного університету «Одеська юридична академія». — Випуск 1. – Одеса, 2014. – С. 45–48.

## Премії, нагороди
За сумлінну працю нагороджений: 
- Медаль «За трудову доблесть» (1982);
- Медаль «Ветеран праці» (1987).